# Le Morne-des-Esses
Le Morne-des-Esses est un hameau français de la commune de Sainte-Marie en Martinique, où il est distant de 5 kilomètres environ. Le hameau est peuplé d'environ 6 000 habitants et est situé à une altitude de 234 mètres.

## Quartiers
- Spourtourne, Saint Laurent, Félix 1, Félix 2, Rivière Canari, Chertine, Rue Mulâtre, Saint Aroman, Cadran, Bon Air et Route Vaton

## Vie du hameau
- Monument : une église et un cimetière
- Service : un bureau de poste, un complexe sportif (Stade Claude Gélie), un centre administratif
- Services médicaux : une pharmacie et 2 médecins
- Scolarité : 4 écoles pour environ 750 élèves.

## Sport
Club sportif :
- AS Morne-des-Esses[2], Football, handball et tennis

Equipement sportif :
- Stade Claude Gélie

## Tourisme
- La Paille Caraïbe[3]

## Personnalités
- Tertulien Robinel (1891-1989), homme politique, y fut instituteur
- Bruno Nestor Azerot (1961-), homme politique, y a passé son enfance